# Battaglia di Shepherdstown
La battaglia di Shepherdstown (nota anche come battaglia di Boteler's Ford) venne combattuta nel settembre 1862 e fu l'atto conclusivo della campagna del Maryland della guerra di secessione americana.

## Contesto
A seguito della sconfitta subita nella battaglia di Antietam, l'Armata Confederata della Virginia Settentrionale del generale Robert E. Lee si ritirò verso il fiume Potomac per fare ritorno in Virginia. Lee coprì la sua ritirata con due brigate di fanteria guidate dal brigadiere generale William Nelson Pendleton che aveva il compito di tenere la posizione a Boteler's For

## La battaglia
La sera del 19 settembre 1862, il brigadiere generale nordista Charles Griffin ordinò a 2.000 truppe di fanteria e marksman del V corpo d'armata del maggiore generale Porter di attraversare il Potomac a Boteler's Ford e di attaccare Pendleton.
La mattina del 20 settembre Porter fece stabilire una testa di ponte sull'altra riva del Potomac. Per respingere l'attacco Ambrose Powell Hill marciò verso Shepherdstown. Qui in nordisti, numericamente inferiori, furono costretti a ritirarsi e molti annegarono nel tentativo di guadare il fiume.

## Conseguenze
L'azione di retroguardia a Shepherdstown scoraggiò ulteriori tentativi da parte delle forze nordiste di inseguire l'esercito di Lee e segnò dunque la fine della campagna del Maryland.